# Jacinto Pozo
Jacinto Aníbal Pozo González (Tulcán, 25 de enero de 1937 - Ibídem, 26 de enero de 2006) fue un político y psicólogo ecuatoriano.

## Biografía
Nació el 25 de enero de 1937 en Tulcán, provincia de Carchi. Realizó sus estudios secundarios en el Colegio Juan Montalvo y los superiores en la Universidad Central del Ecuador, donde obtuvo el título de psicólogo educativo.
Inició su vida política en 1960 como concejal de Tulcán. Posteriormente fue director provincial y luego nacional de educación y consejero provincial de Carchi (en 1976).
En las elecciones legislativas de 1984 fue elegido diputado nacional en representación de la provincia de Carchi por el partido Izquierda Democrática. Años después fue elegido prefecto de la provincia y como tal fue uno de los impulsores de la Universidad Politécnica Estatal del Carchi.
Falleció el 26 de enero de 2006 luego de haber estado alejado de la política por varios años debido a problemas de salud.